# Голдсмит, Маршалл
Маршалл Голдсмит (англ. Marshall Goldsmith) (род. 20 марта 1949 года, Валли-Стейшен, Кентукки) — американский бизнес-эксперт, коуч, консультант топ-менеджеров. Голдсмит несколько раз входил в глобальный рейтинг самых влиятельных бизнес-мыслителей Thinkers50. В России, по состоянию на 2023 год, изданы 4 его книги.

## Биография
Голдсмит родился 20 марта 1949 года в Валли-Стейшен (округ Джефферсон, Кентукки). Его семье принадлежала бензоколонка и придорожный бар. Он получил степень по математической экономике в Технологическом институте Роуз-Халман в 1970 году, затем окончил программу MBA в Школе бизнеса Келли Индианского университета в 1974 году и получил 
докторскую степень в Школе менеджмента Андерсона Калифорнийского университета в Лос-Анджелесе в 1977 году.
С 1976 по 1980 год Голдсмит был сначала ассистент-профессором, а затем заместителем декана в Колледже бизнеса Университета Лойолы Мэримант.
В конце 70-х Голдсмит познакомился с Полом Херси, одним из авторов модели ситуационного лидерства и начал помогать ему с организацией бизнес-тренингов. В 1985 году он стал сооснователем консалтинговой компании Keilty Goldsmith & Company (просуществовала до 2011 года) В 1996 году Голдсмит опубликовал свою первую книгу «Лидер будущего» (англ. The leader of the future) совместно с Франсес Хесселбейн и Айан Сомервилл. В 2009 году он основал собственную консалтинговую компанию Marshall Goldsmith Group. С 2015 по 2019 год Голдсмит проводил семинары по лидерству в Школе бизнеса Така Дартмутского колледжа в качестве адьюнкт-профессора.

## Ключевые идеи
Голдсмит исследует тему лидерства и саморазвития, помогая лидерам сформировать и закрепить позитивные изменения в поведении. Он одним из первых начал использовать концепцию обратной связи по методу 360 градусов чтобы понять сильные и слабые стороны человека, а также триггеры, способные вызвать деструктивное для карьеры и окружающих поведение.

## Признание
По состоянию на 2023 год, Голдсмит четырежды входил в рейтинг ведущих бизнес-мыслителей мира Thinkers50 (2011, 2013, 2015, 2017), а в 2018 году был включён в Зал славы рейтинга.
Голдсмит также получил несколько наград от университетов, в которых учился. В 2010 году он получил премию «Выдающегося предпринимателя» (англ. Distinguished Entrepreneur) от Школы бизнеса Келли, а в 2012 году — награду John E. Anderson Distinguished Alumni Award от Школы менеджмента Андерсона.

## Книги

### Российские издания
- Франсес Хесселбейн, Маршалл Голдсмит, Айан Сомервилл. Лидерство без границ. — М.: Альпина Паблишер, 2001. — 315 с. — ISBN 9785945990128.[14]
- Маршалл Голдсмит. Лучшая версия себя. Правила обретения счастья и смысла на работе и в жизни = Mojo. How To Get It, How to Keep It, And How to Get It Back if You Lose It. — М.: Альпина Паблишер, 2015. — 243 с. — ISBN 978-5-9614-5154-2.
- Маршалл Голдсмит, Салли Хелгесен. Ты способна на большее. 12 привычек, которые мешают женщинам сделать карьеру = How Women Rise. Break the 12 Habits Holding You Back from Your Next Raise, Promotion, or Job. — М.: Олимп-Бизнес, 2018. — 232 с. — ISBN 978-5-6040010-0-4.
- Маршалл Голдсмит, Марк Райтер. Прыгни выше головы! 20 привычек, от которых нужно отказаться, чтобы покорить вершину успеха = What Got Tou Here Won't Get You There: How Successful People Become Even More Successful. — 5. — М.: Олимп-Бизнес, 2021. — 280 с. — ISBN 978-5-9693-0390-4.
- Маршалл Голдсмит, Марк Райтер. Триггеры. Как запустить позитивные изменения в жизни = Triggers. Creating Behavior That Lasts. — М.: Бомбора, 2022. — 272 с. — ISBN 978-5-04-122702-9.